# Droits LGBT dans le bailliage de Guernesey

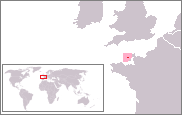
Localisation du Bailliage de Guernesey.

Les droits LGBT dans le bailliage de Guernesey, dépendance de la Couronne britannique, font l'objet de grandes avancées depuis le début des années 2000, avancées qui ont néanmoins été moins rapides qu'à Jersey.

## Dépénalisation de l'homosexualité
Avant 1984, l'homosexualité était illégale dans le bailliage de Guernesey, la majorité sexuelle était de 21 ans (comme au Royaume-Uni). Elle est dépénalisée après le vote de la loi révisant les infractions sexuelles du 15 novembre 1983.
En 2000, la majorité sexuelle est abaissée à 18 ans pour l'homosexualité masculine, seule différente des autres. En 2010 les États de Guernesey soutiennent la proposition de l'égaliser à 16 ans,. Le projet de loi a été approuvé en 2011 et a pris effet le 5 novembre 2012,. Toutefois, Guernesey a conservé des infractions spécifiques aux homosexuels masculins dans son Code Pénal.

## Protection contre les discriminations
Les discriminations fondées sur l'orientation sexuelle ou l'identité de genre sont interdites depuis 2004.

## Reconnaissance des couples de même sexe
Il n'y a ni mariage homosexuel, ni partenariat civil, dans le bailliage de Guernesey. Toutefois, les partenariats civils conclus au Royaume-Uni, et tout autre type d'union sont reconnus aux fins de successions, en matière d'héritage et pour les biens depuis le 2 avril 2012,,. En janvier 2014 il a été annoncé la possibilité de débattre sur l'ouverture d'une union civile avec des droits très avancés pour les couples homosexuels,.
Une consultation sur ce projet de loi a débuté le 1er juin 2015 et s'est terminé le 13 juillet 2015,,.
Le 14 juillet 2015, les résultats de la consultation indiquent plus de 1 600 réponses déposées, toutes demandant la fin du statu quo, une majorité de celles-ci soutiennent le mariage homosexuel plutôt qu'un simple partenariat enregistré. Le 30 octobre 2015, à la suite de cette consultation, le conseil politique de Guernesey abandonne le projet d'union civile et publie un rapport demandant que ce soit le mariage homosexuel qui soit légalisé et que les États de Guernesey se réunissent à ce sujet le 9 décembre 2015.
Le 10 décembre 2015, les États de Guernesey approuvent la proposition de légaliser le mariage homosexuel dans le bailliage, avec 37 députés favorables, contre 7. Les amendements préférant un partenariat civil ou une union civile au mariage ont tous deux été rejetés.
Le 21 septembre 2016, les États de Guernesey adoptent par 33 voix contre 5 l'introduction du mariage homosexuel sur le Bailliage, les premiers mariages auront lieu dans le courant de l'année 2017.

## Adoption et homoparentalité
Bien que les couples de même sexe n'aient pas le droit à l'adoption, les couples de femmes ont droit à la FIV et à l'insémination artificielle depuis 2009.
En mai 2015, le Ministre en chef de Guernesey annonce qu'un examen de la loi sur l'adoption de 1960 interdisant aux couples non mariés d'adopter est prévu pour le 24 juin 2015. À la suite de cet examen, il est annoncé l'examen de l'ouverture de l'adoption aux couples ayant conclu un partenariat de vie, à Guernesey ou à l'étranger, ouvrant ainsi le droit à l'adoption aux couples homosexuels,.

## Tableau récapitulatif
| Dépénalisation de l’homosexualité                                                   | Depuis 1984                |
| Majorité sexuelle identique à celle des hétérosexuels                               | Depuis 2012                |
| Interdiction des discours de haine contre les LGBT                                  | Non                        |
| Interdiction de la discrimination liée à l'orientation sexuelle à l'embauche        | Depuis 2004                |
| Interdiction de la discrimination liée à l'identité de genre dans tous les domaines | Depuis 2004                |
| Mariage civil ou partenariat civil                                                  | (Depuis 2017)              |
| Adoption conjointe dans les couples de personnes de même sexe                       | (Depuis 2017)              |
| Adoption par les personnes homosexuelles célibataires                               | (Depuis 2017)              |
| Droit pour les gays de servir dans l’armée                                          | Responsabilité britannique |
| Droit de changer légalement de genre (après stérilisation)                          | Depuis 2007                |
| Gestation pour autrui pour les gays                                                 | Non                        |
| Accès aux FIV pour les lesbiennes                                                   | Depuis 2009                |
| Autorisation du don de sang pour les HSH                                            | Non                        |